# Pátý železniční koridor
V. koridor je neoficiální název zamýšlené železniční trati z Prahy do Liberce. Se stavbou se mělo začít okolo roku 2010 po dokončení tranzitních železničních koridorů.[zdroj?] Důvodem je zcela nevyhovující železniční spojení mezi těmito dvěma městy. Kromě výrazného zvýšení cestovní rychlosti na trati by došlo i ke zlepšení dopravní obslužnost dalších lokalit, jako například Mladé Boleslavi. Současná jízdní doba je přibližně 191 minut s přestupem v Turnově. V plánu je přímý spoj Liberec–Praha a snížení jízdní doby na 69 minut. Půjde o nejpomalejší nově budovanou dráhu v Česku.[zdroj⁠?!]
V úvahu přicházejí tři možné trasy, a to ve stopě původní trati Praha–Neratovice–Liberec, nebo trasa s výstavbou nového krátkého úseku mezi Lysou nad Labem a Čachovicemi, tedy trasa Praha – Lysá nad Labem – Liberec, v úvahách lze narazit též na směrování přes Nymburk, ale ta zatím není v oficiálních materiálech zmiňovaná.
Při porovnání prvních dvou tras se jeví jako výhodnější ta přes Lysou, jelikož by měla být výrazně levnější. Důvodem je nutnost náročných terénních úprav v úseku ze Všetat do Mladé Boleslavi. V roce 2018 navrhl premiér v demisi Andrej Babiš novou železniční trať v úseku Svijany–Liberec na rychlost 120 km/h; právě ta by mohla vést jako V. tranzitní železniční koridor.

## Varianta přes Lysou nad Labem
Trať by měla být vedena v původní trase z Prahy-Vysočan až do Mstětic, úsek z Prahy hlavního nádraží / Prahy Masarykova nádraží do Vysočan je z větší části zahrnut do jiného, již hotového projektu – Nového spojení. Před stanicí Čelákovice se počítá s rovnáním ostrého oblouku novou přeložkou. Za Čelákovicemi se nacházející most přes Labe má být nahrazen novým, který bude splňovat standardy pro lodní cestu, co se týče výšky mostovky nad hladinou řeky, která je v současnosti příliš nízká. Nový most má stát vedle místa toho současného proto, aby stavba mohla probíhat bez zastavení provozu. V návrzích se objevuje též varianta, kdy jsou Čelákovice zcela obcházeny, ale tato možnost je v realizaci nepravděpodobná.
Pro trať dále za Lysou je možno pokračovat buď mírnou úpravou stávající lokálky, nebo razantnější přestavbou, kdy je trať do Nymburka přecházena mimoúrovňovou přesmyčkou. Za Milovicemi se počítá s krátkým tunelem a zastávkou Boží Dar, v místě obnovovaného sídliště. Dále se tato nová trať napojuje na stávající trať Nymburk – Mladá Boleslav. Odtud by se pokračovalo s mírnými úpravami až do Mladé Boleslavi.
Stěžejním úsekem pro zkrácení jízdní doby je úsek z Turnova do Liberce. Zde se počítá s celou řadou terénních přeložek, nových mostů a tunelů. Těmito úpravami se sleduje snížení jízdní doby ze současných 40 minut na 17.

## Budoucnost
Alespoň částečné realizace se jistě dočká trať z Prahy-Vysočan do Lysé nad Labem, jelikož už dnes její technický stav nevyhovuje současným požadavkům především v propustnosti i úrovni zabezpečení. První částí této velké modernizace je přestavba žst. Čelákovice, která začala v červnu 2016. V prosinci 2009 se dokončení dočkala elektrizace trati Lysá nad Labem – Milovice. Tato trať však je elektrizována v původní stopě, což nedává nové trase pro dálkové vlaky mnoho nadějí. Částečně byla modernizována stanice Turnov a předpokládá se i přestavba stanice Mladá Boleslav hlavní nádraží. Nad dalšími projekty v rámci „V. koridoru“ však nadále visí velký otazník. V budoucnu má taky být postavený koridor z Prahy hl. n. do Hradce Králové hl. n. Koridor má vést přes Pardubice hl. n., Pardubice-Rosice nad Labem, Čeperku, Opatovice nad Labem a Opatovice nad Labem-Pohřebačku do Hradce Králové hl. n. Na budoucím koridoru by měla být nejvyšší rychlost 160 km/h. Přibližně kolem roku 2020 má být koridor hotový.[zdroj?]